# Steven Van de Walle
Steven Van de Walle (Eeklo, 1977) is een Belgisch bestuurskundige en sinds 2016 onderzoeksprofessor overheidsmanagement aan het Instituut voor de Overheid van de KU Leuven. Daarvoor was hij hoogleraar publiek management aan de Erasmus Universiteit Rotterdam, docent publiek management bij INLOGOV aan de University of Birmingham en visiting senior research fellow aan de Maxwell School. Hij doet vooral onderzoek naar de relatie tussen burgers en publieke diensten en hervormingen van publieke instellingen. Voor zijn werk ontving hij in 2012 een Vidi beurs van de Nederlandse Organisatie voor Wetenschappelijk Onderzoek NWO, om vertrouwensrelaties tussen ambtenaren en burgers te onderzoeken.
Naast zijn aanstelling aan de KU Leuven is hij gastdocent bij de Hertie School of Governance, fellow bij het Center for Organization Research and Design van Arizona State University. In het verleden was hij gastdocent aan de Maastricht Graduate School of Governance.

## Publicaties
- Hammerschmid, G., Van de Walle, S., Andrews, R. & Bezes, P. (2016). Public administration reforms in Europe. The view from the top. Cheltenham: Edward Elgar.
- Van Dooren, W. & Van de Walle, S.(eds) (2008). Performance information in the public sector: How it is used. Houndmills: Palgrave